# Unterperfuss
Unterperfuss ist eine Gemeinde mit 239 Einwohnern (Stand 1. Jänner 2024) im Bezirk Innsbruck-Land in Tirol (Österreich). Die Gemeinde liegt im Gerichtsbezirk Telfs.

## Geografie

### Lage
Unterperfuss liegt im Inntal, etwa 15 km westlich von Innsbruck, gegenüber von Zirl. Mit zwei Quadratkilometer Fläche und rund 200 Einwohnern ist es eine der kleinsten Gemeinden Tirols. Die Gemeindegrenzen sind im Norden gebildet durch den Inn und im Osten durch die vom Sellraintal hier mündende Melach.

### Nachbargemeinden
|         | Zirl                                        |          |
| Ranggen | Kompassrose, die auf Nachbargemeinden zeigt | Kematen  |
|         | Oberperfuss                                 | Grinzens |

## Geschichte
Die erste urkundliche Erwähnung erfolgte 1312 im Inntaler Steuerbuch als „Niederpervens“. Die Bezeichnung „Unterperfuss“ erscheint erstmals 1453 in einer Urkunde, verwahrt im Tiroler Landesarchiv.
Im Kataster des Gerichtes Hörtenberg gehörte Unterperfuss 1625 gemeinsam mit Ranggen zum Steuergemeindeverband Oberperfuss.
Eine der hl. Katarina geweihte Kapelle wird urkundlich 1648 erwähnt. Der spätbarocke Neubau der Filialkirche erfolgte 1761.
Unterperfuss wird im Jahr 1780 eine eigene Steuergemeinde. Im damaligen Kataster werden elf Häuser aufgeführt, davon zehn Landwirtschaftsbetriebe, die dem Kloster Stams unterstanden. Außerdem gab es zwei Mühlen und eine Säge. Als Gemeindeeigentum werden Wälder genannt, die für Wasserschutzbauten an Inn und Melach reserviert waren. Die damaligen Familiennamen lauteten Härtnagl, Mayr, Maizner, Wolf, Schiz, Hofer, Schaffenrath, Klaisner, Pranger und Fiz.
Politisch gehörte Unterperfuss 1840 noch zu Oberperfuss. Es bestand damals aus 12 Häusern und 107 Bewohnern. Pfarrlich versorgt wurde Unterperfuss von Kematen, ebenso befand sich dort die Schule.

### Bevölkerungsentwicklung

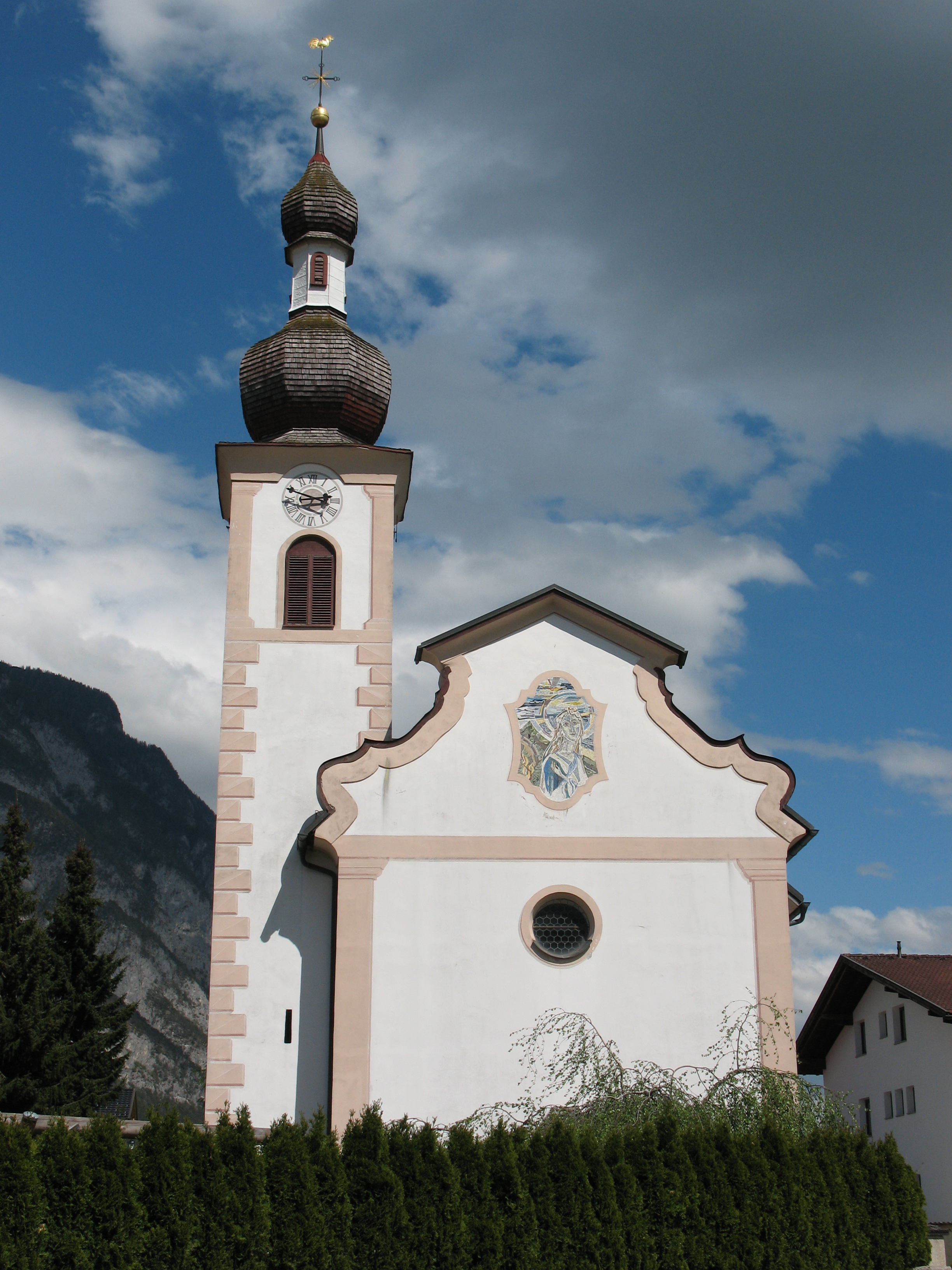
Katholische Filialkirche hl. Katharina

EinwohnerJahr501001502002503003501860189019201950198020102040EinwohnerEinwohnerentwicklung von Unterperfuss

## Kultur und Sehenswürdigkeiten
- Barocke Filialkirche zur heiligen Katharina, erbaut 1761 von Franz Singer, Entwurf Johann Michael Umhauser zugeschrieben. Qualitätvolle Fresken von Anton Kirchebner. Rokokoeinrichtung.[3]
- Naturdenkmal Eichen an der Melach (ID ND_3_72)

### Freizeit und Sport
Die Gemeinde verfügt über zahlreiche Einrichtungen für den Reitsport.

## Wirtschaft und Infrastruktur

### Wirtschaftssektoren
Im Jahr 2011 gab es 133 Arbeitsplätze in Unterperfuss, fünf in der Landwirtschaft, keinen im Produktionssektor und 128 im Dienstleistungssektor. Mehr als die Hälfte der Erwerbstätigen arbeiteten in sozialen und öffentlichen Diensten, zwanzig im Bereich Beherbergung und Gastronomie und fünfzehn im Handel.

### Berufspendler
| Von den 73 Erwerbstätigen, die 2011 in Unterperfuss lebten, arbeitete ein Drittel in der Gemeinde, zwei Drittel pendelten aus. Aus der Umgebung pendelten 110 Menschen zur Arbeit nach Unterperfuss. - Eisenbahn: Durch das Gemeindegebiet verläuft die Arlbergbahn. Die Haltestelle Unterperfuss wurde 1968 aufgelassen, heute sind die nächsten Halte der Bahnhof Zirl im Westen und die Haltestelle Kematen in Tirol im Osten. - Straße: Unterperfuss liegt an der Völser Straße L 11, von der die Oberperfer Straße L 233 und die Rangger Straße L 236 abzweigen. Die Autobahnauffahrt Zirl Ost der Inntal Autobahn A12 befindet sich im Nordosten telwiese auf Gemeindegebiet. | Hier fehlt eine Grafik, die leider im Moment aus technischen Gründen nicht angezeigt werden kann. Wir arbeiten daran! |

## Politik

### Gemeinderat
In den Gemeinderat werden 11 Mandatare gewählt. Im Jahr 2022 waren 208 Bewohner wahlberechtigt, die Wahlbeteiligung betrug 70 Prozent.
| Partei                                                      | 2022    | 2022    | 2022  | 2016    | 2016    | 2016  | 2010    | 2010    | 2010  | 2004    | 2004    | 2004  |
| Partei                                                      | Prozent | Stimmen | Sitze | Prozent | Stimmen | Sitze | Prozent | Stimmen | Sitze | Prozent | Stimmen | Sitze |
| ----------------------------------------------------------- | ------- | ------- | ----- | ------- | ------- | ----- | ------- | ------- | ----- | ------- | ------- | ----- |
| GUT gemeinsam-unabhängig-transparent für Unterperfuss (GUT) | 33,10   | 48      | 4     |         |         |       |         |         |       |         |         |       |
| Wir für Unterperfuss - Bürgerliste (WFU-BGL)                | 30,34   | 44      | 4     |         |         |       |         |         |       |         |         |       |
| Wir Unterperfer                                             | 22,07   | 32      | 2     | 14,93   | 20      | 1     |         |         |       |         |         |       |
| Unterperfuss Aktiv                                          | 14,48   | 21      | 1     | 12,69   | 17      | 1     |         |         |       |         |         |       |
| Dorfliste Bürgermeister Norz Martin                         |         |         |       | 39,55   | 53      | 5     |         |         |       |         |         |       |
| ÖVP Liste Unterperfuss – Bürgerliste                        |         |         |       | 32,84   | 44      | 4     | 48,32   | 72      | 5     | 43,90   | 54      | 5     |
| ÖVP – Dorfliste                                             |         |         |       |         |         |       | 27,52   | 41      | 3     | 31,71   | 39      | 3     |
| SPÖ – Allgemeine Liste Unterperfuss                         |         |         |       |         |         |       | 24,16   | 36      | 3     | 24,39   | 30      | 3     |

### Bürgermeister
Georg Hörtnagl wurde 2016 zum Bürgermeister gewählt. Im Jahr 2022 erreichte Josef Ginner im ersten Wahldurchgang 51,42 Prozent der Stimmen und wurde neuer Bürgermeister von Unterperfuss.

### Wappen
Blasonierung: Das Wappen ist in Silber und Blau durch Kurvenschnitt geteilt. In Silber liegt das achtspeichige rote Rad links.
Die blaue Woge symbolisiert den Inn, das rote Wasserrad steht für die Pfarrpatronin, die Hl. Katharina.